# フランソワ1世 (サン＝ポル伯)

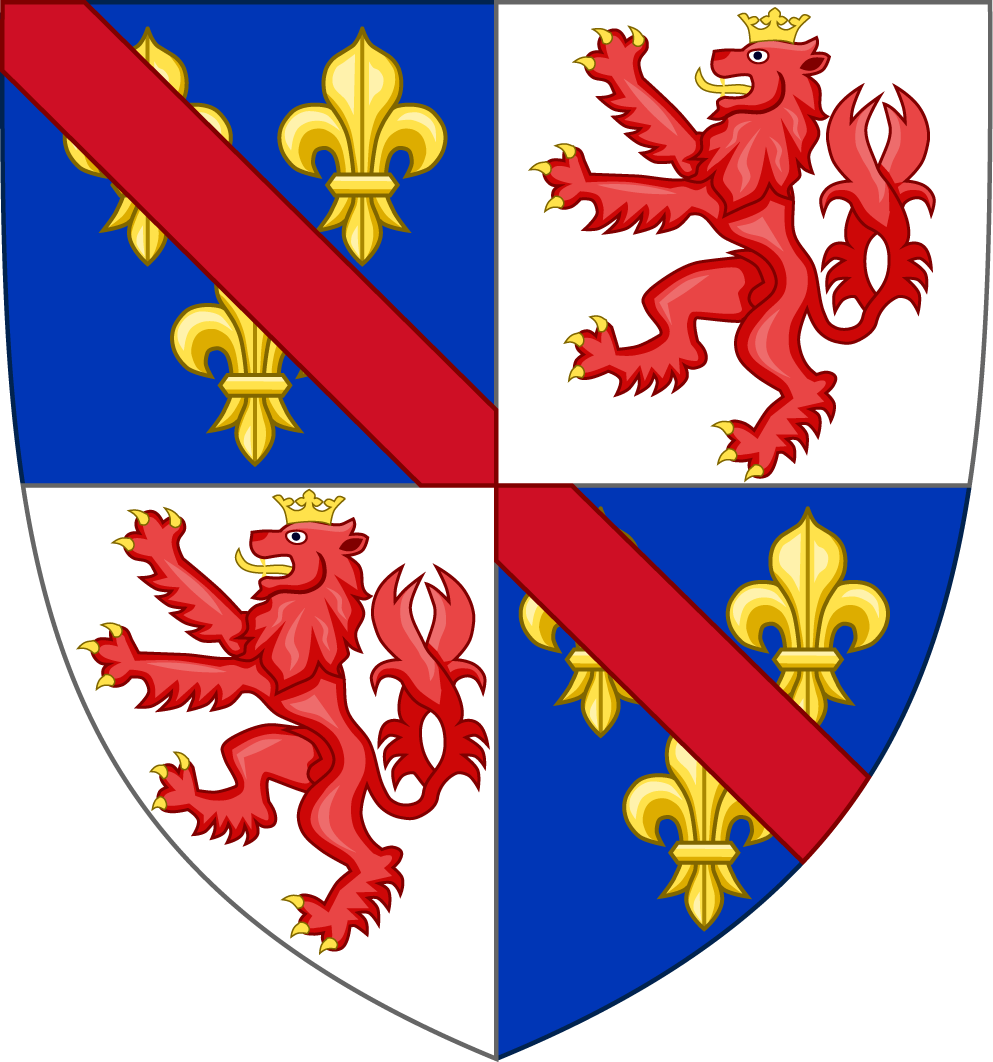
サン＝ポル伯フランソワ1世の紋章

フランソワ1世（フランス語：François Ier (II) de Bourbon-Saint-Pol, 1491年10月6日 - 1545年9月1日）は、サン＝ポル伯、エストゥトヴィル公。

## 生涯
ヴァンドーム伯フランソワとサン＝ポル女伯マリー・ド・リュクサンブールの間に生まれた。1515年のマリニャーノの戦いにおいて、フランス王フランソワ1世とともに、バヤール卿（Pierre Terrail de Bayard）により騎士に叙任された。
フランス軍総司令官（Capitaine général）として、1521年にメジエールの戦いに参加し、1524年にはボニヴェ卿（Guillaume Gouffier de Bonnivet）およびバヤール卿とともにセージア川の戦いに参加した。1525年のパヴィアの戦いでは捕虜となった。
1527年、フランソワはドーフィネ知事となった。サヴォイアおよびピエモンテ遠征においても主導的な立場に立ち、1529年の貴婦人の和約まで軍を指揮した。1533年にマルセイユで行われたフランス王フランソワ1世とローマ教皇クレメンス7世との会見にも立ち会った。また、2世紀の間絶えていたグルノーブル大学を、1542年9月1日に式典を行い再開させた。
第四次イタリア戦争において、フランソワはサヴォイア侵攻を指揮した。1543年には、ピカルディーでイングランドおよびスペインと戦った。フランソワは1544年のチェレゾーレの戦いに反対したが、ブレーズ・ド・モンリュック（Blaise de Monluc）が王を説得し、戦いは行われた。

## 子女
1534年、エストゥトヴィル女公アドリエンヌと結婚し1男1女をもうけた。
- フランソワ2世（1536年 - 1546年） - エストゥトヴィル公、サン＝ポル伯、10歳で死去。
- マリー（1539年 - 1601年） - エストゥトヴィル女公、サン＝ポル女伯。最初にソワソン伯ジャン（ヴァンドーム公シャルルの子）と結婚。1560年にヌヴェール公フランソワ1世と結婚。1563年にロングヴィル公レオノールと結婚。